# 内山命
内山 命（うちやま みこと、1995年〈平成7年〉11月14日 - ）は、女性アイドルグループ・SKE48チームKIIの元メンバーである。チームKIIでは副リーダーを務めた。三重県鈴鹿市出身。

## 略歴
2009年
- 3月29日にSKE48の2期生に合格。
- 4月25日にAKB48のコンサート「神公演予定」でSKE48の2期生としてお披露目する。
- 6月13日にチームKII 1st Stage「会いたかった」公演で、劇場デビューした。

2010年
- 12月6日に正規メンバーから研究生に降格。

2012年
- 8月29日に正規メンバーへの昇格と共に、チームEへの所属が決定。

2013年
- 4月13日に組閣によりチームKIIへの移動が発表。
- 7月17日にチームKIIの活動を開始。

2015年
- 3月30日にチームKIIの副リーダーに就任。
- 2015年7月にSKE48のメンバーで三重県出身の竹内舞・井田玲音名といなべエフエムのPR大使に就任。「いなべFM開局1周年特番!7時間生放送!」に出演[3]。

2016年
- 1月9日からいなべエフエム『SKE48 みこってぃ まいまい れおなのラジオの時間やに!』の司会を務める[4]。

2018年
- 『AKB48 53rdシングル 世界選抜総選挙』で10度目にして初めてのランクイン。42位だった[5]。

2019年
- 1月18日からNHK総合テレビジョンのドラマ10『トクサツガガガ』でテレビドラマ初出演[6][7]。
- 3月29日、SKE48劇場にて行われた「二期生10周年公演〜10年経ってもみんなに会いたかった〜」において、同年5月31日をもってSKE48を卒業することを発表した[8][9]。
- 5月30日、チームKII「最終ベルが鳴る」で最後の劇場公演に出演、引退を発表した[10]。
- 現在はセレッソ大阪のチアガールとして活躍している。

## 人物
- 愛称はみこってぃ[11]。
- キャッチフレーズは「いつでもどこでも命懸け！笑う門には福来たる！せーの！にー！」を使用している[11]。

## SKE48での参加楽曲

### シングル選抜楽曲
SKE48名義
- 「青空片想い」に収録
  - バンジー宣言 - 「チームB.L.T.」名義
- 「ごめんね、SUMMER」に収録
  - 羽豆岬 - 「アンダーガールズB」名義
- 「1!2!3!4! ヨロシク!」に収録
  - コスモスの記憶 - 「白組」名義
  - そばにいさせて
- 「パレオはエメラルド」に収録
  - 積み木の時間
- 「オキドキ」に収録
  - 初恋の踏切
- 「片想いFinally」に収録
  - 今日までのこと、これからのこと
- 「キスだって左利き」に収録
  - 体育館で朝食を - 「白組」名義
- 「チョコの奴隷」に収録
  - 冬のかもめ - 「白組」名義
- 「美しい稲妻」に収録
  - 2人だけのパレード - 「Team KII」名義
- 「賛成カワイイ!」に収録
  - カナリアシンドローム - 「白組」名義
- 「未来とは?」に収録
  - S子と嘘発見器 - 「Team KII」名義
  - 僕らの絆
- 「不器用太陽」に収録
  - サヨナラ 昨日の自分 - 「Team KII」名義
- 「12月のカンガルー」に収録
  - DA DA マシンガン - 「Team KII」名義
- 「コケティッシュ渋滞中」に収録
  - 僕は知っている - 「DOCUMENTARY of SKE48」名義
  - 今夜はJoin us! - 「Team KII」名義
- 「前のめり」に収録
  - 焦燥がこの僕をだめにする - 「Team KII」名義
- 「チキンLINE」に収録
  - キスポジション - 「Team KII」名義
- 「金の愛、銀の愛」に収録
  - いい人いい人詐欺 - 「やんちゃな天使とやさしい悪魔」名義
- 「意外にマンゴー」に収録
  - 円を描く - 「Team KII」名義
- 「無意識の色」に収録
  - ぼっちでスキップ - 「名前呼ばれ隊」名義
- 「いきなりパンチライン」に収録
  - 誰かの耳 - 「Team KII」名義
  - 大人の世界 - 「B・ラヴィエール」名義
- 「Stand by you」に収録
  - 蹴飛ばした後で口づけを - 「Team KII」名義
  - 神様は見捨てない

AKB48名義
- 「ギンガムチェック」に収録
  - あの日の風鈴 - 「ウェイティングガールズ」名義
- 「センチメンタルトレイン」に収録
  - 友達じゃないか? - 「ネクストガールズ」名義

### アルバム選抜楽曲
SKE48名義
- 『この日のチャイムを忘れない』に収録
  - みつばちガール - 「Team E」名義
  - ポニーテールとシュシュ - 「Team E」名義
- 『革命の丘』に収録
  - ゼロベース

AKB48名義
- 『ここにいたこと』に収録
  - ここにいたこと - 「AKB48+SKE48+SDN48+NMB48」名義
- 『1830m』に収録
  - 青空よ 寂しくないか? - 「AKB48+SKE48+NMB48+HKT48」名義

## 出演

### テレビドラマ
- ドラマ10 トクサツガガガ（2019年1月18日 - 3月1日、NHK総合） - マイさん（白石マイ） 役[7][12]

### 舞台
- ミュージカル「AKB49〜恋愛禁止条例〜」（2014年9月11日 - 16日、AiiA Theater Tokyo） - 前園理歌 役[13]

### ラジオ
- SKE48のみこってぃ まいまい れおなのラジオの時間やに! → SKE48のみこってぃ れおなのラジオの時間やに!（2016年1月9日 - 2019年6月1日、いなべエフエム）